# ساوت داس پالوس (کالیفرنیا)
ساوت داس پالوس (به انگلیسی: South Dos Palos) یک منطقهٔ مسکونی در ایالات متحده آمریکا است که در شهرستان مرسد، کالیفرنیا واقع شده‌است. ساوت داس پالوس ۳٫۹۷۵ کیلومتر مربع مساحت و ۱٬۶۲۰ نفر جمعیت دارد و ۳۶ متر بالاتر از سطح دریا واقع شده‌است.